# 肥後高田駅
肥後高田駅（ひごこうだえき）は、熊本県八代市平山新町にある肥薩おれんじ鉄道線の駅である。駅番号はOR02。
殆どの列車は当駅を途中駅の一つとし、上り方面は八代・新八代行が、下り列車は出水・川内・隈之城行がそれぞれ1時間に1本程度設定されている。だが、当駅は近隣に熊本高専八代キャンパスや中九州短期大学等学校が多いため平日朝夕は八代方面・水俣方面双方共通学利用が多い。そのため朝8時台（1本）のみ八代駅と当駅の1区間運行便がある。また周辺は住宅密集地のため、他駅と比べて乗降客が多い。

## 歴史

### 駅名の由来
開業当時は八代郡高田村だったことにちなむが「高田駅」は全国にあるため、旧国名の「肥後」を冠して「肥後高田」とした。
「高田」は古代からの地名であり、由来は久留米市高良山にある高良大社にちなむ大和民族の伝説が関係している。代々高良山一帯を治めて来た高木神が高良神（高良玉垂命）に山上を貸したところ、乗っ取られて現在の「高田」の地に追放されてしまい、高木神が住んだこの土地がいつしか「高田」になり、読み方も高木神の住居を意味する「たかだ」と読むには恐れ多いことから「こうだ」と読むようになったという。

### 年表
- 1933年（昭和7年）7月17日：鉄道省鹿児島本線の駅として開設[1]。
- 1949年（昭和24年）6月1日：公共企業体である日本国有鉄道が発足。
- 1970年（昭和45年）9月1日：荷物扱い廃止[2]。CTC導入に伴い駅員無配置駅（簡易委託化）となる[3]。肥後高田駅長廃止、八代駅の被管理駅になる。
- 1976年（昭和51年）3月：駅舎解体、現在の簡易駅舎が竣工[4]。
- 1987年（昭和62年）4月1日：国鉄分割民営化に伴いJR九州が継承[1]。
- 1993年（平成5年）4月1日：簡易委託終了に伴い終日完全無人駅化[5]。
- 2004年（平成16年）3月13日：九州新幹線の部分開業に伴う鹿児島本線（八代駅 - 川内駅間）の経営移管により、肥薩おれんじ鉄道の駅となる[6]。
- 2009年（平成21年）3月14日：朝8時台に当駅始発列車が新設される。
- 2019年（令和元年）10月1日：駅ナンバリング導入に伴い駅名標を更新。英語表記を「Higo Kouda」から「Higo-Kōda」に変更。

## 駅構造

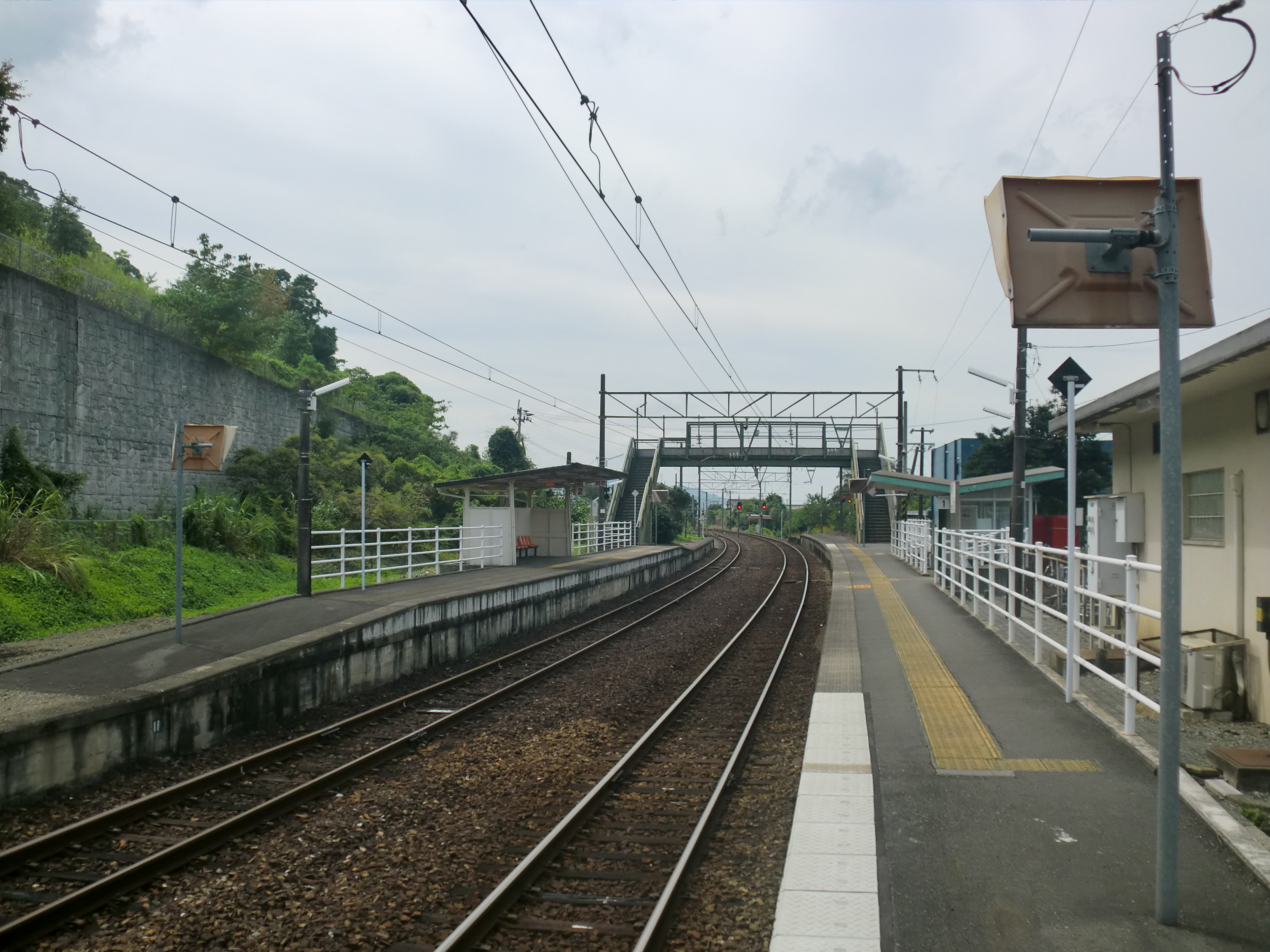
ホーム（2012年9月）

相対式ホーム2面2線のを有する地上駅。無人駅。元は有人駅で木造駅舎が建っていた。駅利用者が多かったため簡易駅舎に建て替えられた後も暫くは簡易委託駅として出札窓口が設置され、八代駅から駅係員が助勤扱いで派遣され朝から夕方まで乗車券や定期券を手売りで発売していたが1993年3月31日限りで終了し、以後は完全無人駅になっている。窓口はJR九州時代は残されていたが、2004年の肥薩おれんじ鉄道への経営移管後は掲示板で塞がれている。

### のりば
| のりば | 路線                | 方向 | 行先                 | 備考                 |
| ------ | ------------------- | ---- | -------------------- | -------------------- |
| 1      | ■肥薩おれんじ鉄道線 | 上り | 八代・新八代方面     |                      |
| 1      | ■肥薩おれんじ鉄道線 | 下り | 佐敷・水俣・出水方面 | 原則としてこのホーム |
| 2      | ■肥薩おれんじ鉄道線 | 下り | 佐敷・水俣・出水方面 | 列車行違い時のみ     |

- 1番線、2番線の上下線共に場内・出発信号機があり、どちらからも発着や折返し運転が可能である。列車は基本的に駅舎側1番線に発着する。2番線は列車交換がある時のみ使用される。
- 当駅と八代駅の間には麓トンネルと約300mの長さの球磨川橋梁が存在するため、台風等の悪天候や自然災害発生時は八代方面列車は当駅で折り返し運転をすることがある。その場合は臨時に駅係員が配置される。2016年4月14日発生の熊本地震では、18日夕方に全線で運転再開するまで長時間殆どの八代方面行列車が当駅止まりとなり、折返し運転を行った。

## 利用状況
1日平均乗車人員及び乗降人員は以下の通り。
| 年度   | 1日平均 乗車人員 | 1日平均 乗降人員 |
| ------ | ---------------- | ---------------- |
| 2000年 | 380              | 767              |
| 2001年 | 416              | 840              |
| 2002年 | 401              | 812              |
| 2003年 | 409              | 835              |
| 2004年 | 314              | 637              |
| 2005年 | 286              | 577              |
| 2006年 | 290              | 583              |
| 2007年 | 284              | 572              |
| 2008年 | 279              | 560              |
| 2009年 | 275              | 550              |
| 2010年 | 258              | 516              |
| 2011年 | 236              | 484              |
| 2012年 | 216              | 444              |
| 2013年 | 214              | 440              |
| 2014年 | 197              | 406              |
| 2015年 | 199              | 416              |
| 2016年 | 205              | 414              |
| 2017年 | 229              | 443              |
| 2018年 | 263              | 508              |
| 2019年 | 230              | 470              |

## 駅周辺
南側は田畑が広がっているが、北側は住宅や商業施設が多く、八代市中心市街地に近付く程密集度が高くなる。東側の駅裏は山である。
- 中九州短期大学
- 熊本高等専門学校八代キャンパス
- 熊本県立八代工業高等学校
- 八代市医師会立八代看護学校
- 国道3号
- 八代市立高田小学校
- 八代市立第五中学校
- 医師会立病院・八代医師会検診検査センター
- MEGAドン・キホーテ八代店
- 熊本日野自動車八代支店
- 八代ドライビングスクール
- 南九州西回り自動車道八代南インターチェンジ

## バス路線
高田駅前
- 産交バス（八代営業所）
  - 12：八代市役所前 / 日奈久下西町（平日及び年末年始のみの運行）/ ウインズ八代（土日祝日のみ）

短大高専前
- 産交バス（八代営業所）
  - 11：八代市役所前 / 道の駅たのうら

## 隣の駅
肥薩おれんじ鉄道
■肥薩おれんじ鉄道線
八代駅（OR01） - 肥後高田駅（OR02） - 日奈久温泉駅（OR03）